# Borgetto
Borgetto település Olaszországban, Szicília régióban, Palermo megyében. Lakosainak száma 7062 fő (2023. január 1.). Borgetto Partinico, Giardinello, Monreale és Montelepre községekkel határos.

## Népesség
A település népességének változása:
| Lakosok száma | 7434 | 7374 | 7062 |
|               | 2017 | 2018 | 2023 |